# Опатє Село
Опатє Село (словен. Opatje Selo) — поселення в общині Мірен-Костанєвіца, Регіон Горишка, Словенія, прямо на кордоні з Італією. Висота над рівнем моря: 170,4 м. Розташоване на плато Крас.

## Назва
Назва села означає «село абата» зі словенської. Назва походить з 12-го століття, коли село було вперше згадане, оскільки воно належало бенедиктинському монастирю в сусідньому м. Дуіно.

## Відомі люди
- Іда Мочівнік (1942—2009) — словенська дипломатка. Надзвичайний і Повноважний Посол Словенії в Україні за сумісництвом (1998—2002).